# The Migrant Files
The Migrant Files es un proyecto que tiene como propósito medir cuantas personas han muerto en su intento de alcanzar las costas europeas. La idea encontró financiación después de ganar un concurso público y recibir 7.000 euros de la organización sin ánimo de lucro JournalismFund.
Los autores admiten que no existe un número “real” de emigrantes fallecidos, pero el resultado de esa investigación ofrece una aproximación bastante real de esa posible cifra.El resultado es la base de datos “más exhaustiva” sobre los fallecimientos de inmigrantes indocumentados publicada hasta el día de su publicación (2014). En ella, recogen los fallecimientos a partir del 1 de enero de 2000. Tras cruzar toda la información recogida, descubrieron que el número de emigrantes fallecidos desde el año 2000 hasta el 2013 era al menos un 50% superior a las estimaciones realizadas hasta entonces.
Para alcanzar ese objetivo, trabajaron conjuntamente las agencias de periodismo de datos Journalism++ SAS, Journalism++ Stockholm y Dataninja, junto con diversos medios de comunicación: Neue Zürcher Zeitung, El Confidencial, Sydsvenskan y Radiobubble, así como los periodistas independientes Alice Kohli, Jean-Marc Manach y Jacopo Ottaviani. 
Para llevar a cabo el estudio, las principales fuentes de datos las obtuvieron del trabajo realizado por United for intercultural action, por el periodista Gabriele Del Grande en su Fortress Europe y por Puls, al que se ha añadido el trabajo de investigación de los diferentes colaboradores.
Dieciséis estudiantes del Laboratorio de Periodismo de Datos de la Universidad de Bolonia también contribuyeron al proyecto contrastando los detalles de cada fallecimiento bajo la supervisión del profesor Carlo Gubitosa.
También realizaron diversas entrevistas a altos cargos de Frontex, la Agencia Europea de Control Fronterizo, operativa desde 2004. Y posteriormente a la publicación del reportaje principal, también hay varias referencias a casos reales de migración.

## Enlaces extern
- Sitio web oficial.

- Datos: Q56316382